# تتریندول
تتریندول یک کاندیدای دارویی به عنوان مهارکننده برگشت‌پذیر MAO-A بود. این ماده اولین بار در اوایل دهه ۱۹۹۰ در مسکو سنتز شد. تتریندول از نظر ساختار شیمیایی مشابه پیرلیندول (Pyrazidol) و مترالیندول است.